# 일요특선
《일요특선》은 대한민국의 KBS 2TV에서 방송되었던 일요일 오전 · 오후 시간대 영화 프로그램이다.

## 기획 의도
해외 블록버스터 영화나 화제의 작품을 중심으로 방영하며 시청자들의 주말 시청 욕구를 충족시키는 역할을 했다.

## 역사
1986년 6월 29일에 첫 방송을 시작한 이 프로그램은 원래 《토요특선》이라는 명칭으로 편성되었으나, 1990년대 초반 요일 개편에 따라 《일요특선》으로 변경되었다. 이후 1996년 4월 28일 방송을 끝으로 종영되었으며, 후속 프로그램으로는 《가정의 날 특선》이 편성되어 방송되었다.

## 같이 보기
- 일요명화 (SBS)
- 시네마 천국 (EBS)